# سنتزو نويتز ناوا

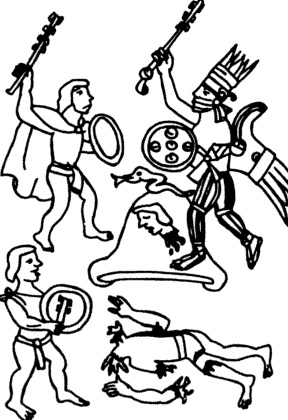

سنتزو نويتز ناوا (بالإنجليزية: Centzonuitznaua)‏ هم أرباب الأزتيك للنجوم الجنوبية، والأخوة المتمردون لرب الشمس ويتزيلوبوتشتلي.